# Dia (grupo musical)
Dia (en hangul, 다이아; estilizado como DIA) fue un grupo musical femenino surcoreano formado en 2015 por MBK Entertainment. El grupo estaba compuesto en su etapa final por seis miembros: Eunice, Jueun, Huihyeon, Yebin, Chaeyeon y Eunchae. Debutaron en 2015, como un grupo de siete miembros, con el álbum Do It Amazing.
El grupo entró en una pausa temporal después de que Huihyeon y Chaeyeon audicionaran en el programa de competición Produce 101. El interés en el grupo se levantó después de que Chaeyeon llegó a ser finalista en la serie, y DIA volvió con el EP Happy Ending en 2016. La canciódm "«그 길 에서» (On The Road)" entró en la lista Gaon en el número cuarenta y nueve, su posición más alta en el chart. Su segundo EP, Spell (2016), se convirtió en su lanzamiento más exitoso comercialmente, vendiendo 13.405 copias.
En mayo de 2022, MBK Entertainment puso fin al grupo.

## Historia

### Predebut
En febrero de 2015, MBK Entertainment anunció sus planes para debutar un nuevo grupo de chicas. Originalmente, la compañía tomó la decisión de las posibles candidatas para la competencia de su nuevo grupo en un programa de supervivencia, mediante el cual el público pudo llegar a familiarizarse con los miembros del grupo.
MBK Entertainment reveló que las primeras miembros potenciales eran Huihyeon, Eunjin y Kim Minhyun. Minhyun dejó el proyecto por razones personales, y Moon Seulgi y Chaeyeon fueron agregados para reemplazarla. El 10 de febrero, Kim Dani fue confirmada para unirse al proyecto y anunció el nombre del programa "T-ara Little Sister Girl Group". Una miembro adicional, Seunghee, también fue confirmada para unirse a la formación. Seunghee hizo su debut como miembro de F-ve Dolls en 2013, sin embargo se fue dos años más tarde cuando el grupo se disolvió. En junio, MBK anunció que había cancelado sus planes para un programa de supervivencia, y decidió seleccionar a los miembros internamente. Las tres miembros finales, Yebin, Eunice y Jenny fueron reveladas y el grupo debía debutar en agosto con el nombre de "DIA". MBK anunció una alineación con seis miembros: Eunice, Huihyeon (originalmente bajo el nombre artístico Cathy), Jenny, Yebin, Eunjin y Chaeyeon. Seunghee fue añadida a la alineación antes del debut.

### 2015: Debut conDo It Amazing
El 14 de septiembre de 2015, DIA lanzó su álbum debut homónimo, Do It Amazing. El mismo día, el video musical de su sencillo principal, «Somehow», fue lanzado. Su primera aparición pública oficial fue también el 14 de septiembre; El grupo realizó un showcase en el Ilchi Art Hall en Seúl. Hicieron su debut oficial en el programa de música M!Countdown el 17 de septiembre de 2015.
El 19 de octubre, DIA lanzó el video musical de «My Friend's Boyfriend», otra canción de su álbum debut, y continuaron sus promociones para esta nueva canción en escenarios musicales.
El 17 de diciembre, se anunció que Cathy y Chaeyeon se habían retirado temporalmente de DIA para unirse al proyecto de grupo de chicas de Mnet Produce 101. Se reveló que tanto Cathy como Chaeyeon audicionaron y firmaron contratos con el show antes del debut oficial de DIA. Se dijo que DIA seguiría promoviendo como un grupo de cinco miembros por el momento. Después de ser eliminada en el episodio 11, Cathy reanudó sus actividades con el grupo. Chaeyeon se ubicó 7.º en el episodio final que le otorgó su entrada a I.O.I, y continuó su hiato durante diez meses para llevar a cabo sus actividades con I.O.I cuando el grupo proyecto debutó en mayo.

### 2016: Cambios en la alineación,Happy EndingySpell
El 7 de marzo, MBK Entertainment anunció la adición de un nuevo miembro, Eunchae (introducida con su nombre real Chaewon) y confirmó que se estaban preparando para una reaparición.
El 13 de abril, MBK Entertainment anunció que el contrato de Seunghee con la compañía llegaría a su fin el 30 de abril y decidió no renovarlo. El 19 de abril, la agencia de I.O.I indicó que los contratos de cada chicas permitían la posibilidad de actividades bajo sus respectivas compañías mientras estaban bajo el grupo, sin embargo indicando que "I.O.I promoverá en conjunto o en unidades para los próximos 10 meses". El 11 de mayo, MBK Entertainment confirmó más tarde que Chaeyeon y Cathy volverían al grupo para el próximo regreso. Se confirmó que Cathy utilizará su nombre real Ki Hui-hyeon y Chaewon usará el nombre artístico Eunchae para futuras promociones. El 28 de mayo, DIA se presentó en el Youth Dance Festival con Eunchae por primera vez.
El primer EP de DIA Happy Ending fue lanzado el 14 de junio. El grupo también lanzó el video musical para el sencillo «On The Road» en el mismo día, y tuvo su etapa de regreso en M!Countdown el 16 de junio.
El 11 de agosto, MBK Entertainment lanzó un teaser para su regreso con temática de Harry Potter. El grupo realizó un showcase para su segundo EP Spell en el Blue Square Samsung Card Hall el 12 de septiembre. La canción titulada «Mr. Potter» y el EP estaban disponibles para compra digital el 13 de septiembre y compra física el 21 de septiembre.
El 8 de diciembre, DIA anunció que llevarán a cabo su primer concierto, First Miracle el 24 y 25 de diciembre. El 27 de diciembre de 2017, MBK Entertainment anunció que DIA lanzaría un álbum digital especial First Miracle DIAID Ⅰ, Ⅱ. El grupo se separará en las unidades A y B: la unidad A llamada BinChaenHyunSeu, compuesta por las miembros Yebin, Chaeyeon, Huihyeon y Eunice, lanzarían una canción llamada «You Are the Moon and Earth» el 29 de diciembre y la unidad B llamada L.U.B. (abreviado de Lovely Unit B), compuesto por las miembros Jenny, Eunjin y Eunchae lanzarían una canción llamada «13/32» el 31 de diciembre. Ambas subunidades promovieron en los programas de música en enero de 2017.

### 2017-2022:YOLO,Love Generationy disolución

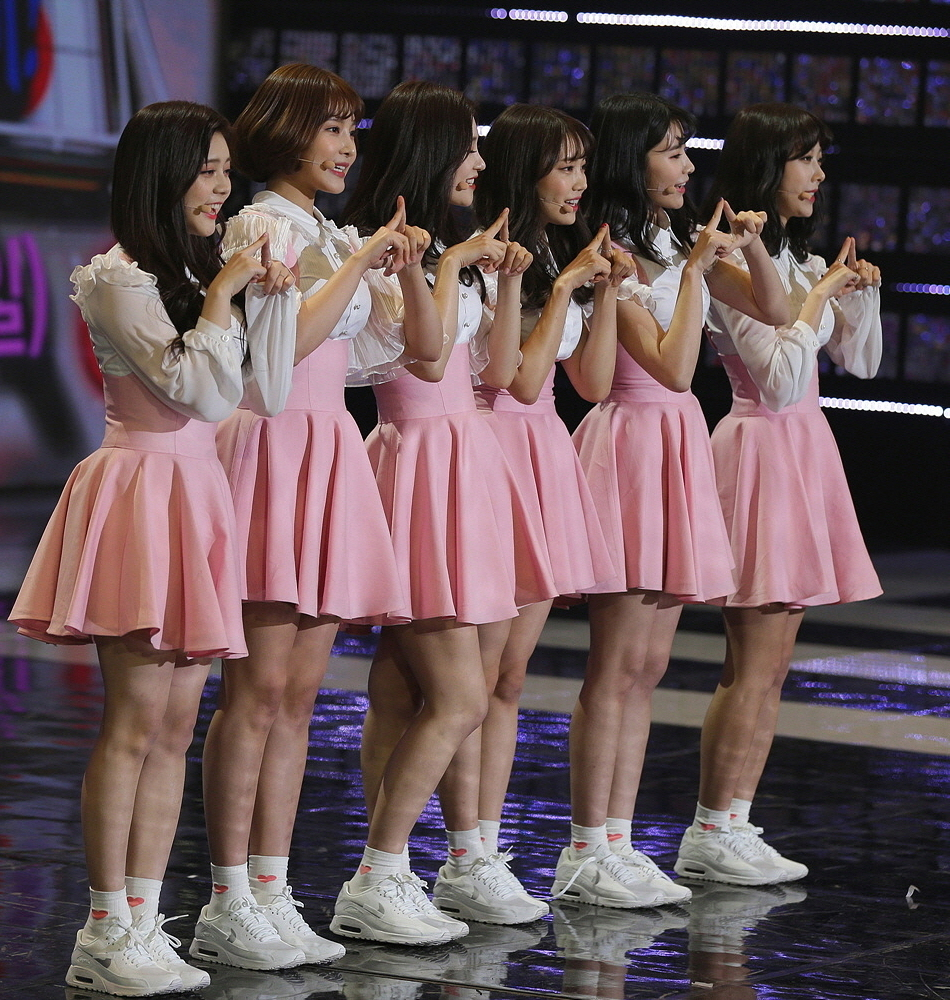
DIA en el escenario el 30 de enero de 2018.

El 18 de marzo, DIA fue descubierta en el rodaje de su reality show YOLO TRIP en Japón. El 31 de marzo, se confirmó que el reality comenzaría a transmitirse el 9 de abril en la red Onstyle. El 5 de abril Jueun y Somyi fueron anunciadas como las nuevas integrantes del grupo. El 6 de abril fue lanzado su sencillo " You Are My Flower", que contó con las cantantes de trot Kim Yeon Ja y Hong Jin-young. El 19 de abril su segundo álbum de estudio YOLO fue puesto en libertad. El álbum contiene catorce canciones, con el primer sencillo titulado"Will You Go Out With Me?". El álbum también incluye varios de los temas compuestos por las propias miembros y con varios artistas como el rapero DinDin, las cantantes de trot Kim Yeon-ja y Hong Jin-young y la exintegrante de I.O.I, Kim Chung-ha. El tercer miniálbum Love Generation fue lanzado el 22 de agosto de 2017. El álbum contiene doce canciones, con el primer sencillo titulado "Can't Stop".
El 4 de septiembre de 2017, MBK Entertainment anunció que Yebin y Somyi participarían en The Unit: Idol Rebooting Project. El grupo promovió con siete miembros, con Yebin y Somyi en pausa. El 12 de octubre, una reedición de Love Generation, titulada Present, fue revelado al público. Contiene las canciones de Love Generation, junto con cuatro nuevas canciones, incluyendo la canción "Good Night" y el dúo "Seoraksan in october" de Yebin y Somyi, que fue publicado previamente el 28 de septiembre. A pesar de que el álbum cuenta con la participación de Yebin y Somyi, ambas permanecieron ausentes para sus promociones, debido a The Unit. El 10 de febrero de 2018 el show concluyó con Yebin en el segundo lugar que la convertía en una de las integrantes del proyecto de chicas UNI.T, mientras que Somyi terminaba en la clasificación número 12. Yebin promovería como miembro durante 7 meses. El 7 de mayo de 2018, Eunjin oficialmente dejó el grupo debido a problemas de salud. El 6 de julio de 2019, tras varios meses de rumores, MBK confirmó que Jenny dejaría el grupo debido a dolores constantes en sus rodillas. El 26 de mayo de 2020 la cuenta oficial de DIA publicaba una imagen promocional con el título del siguiente trabajo del grupo 'Flower 4 Seasons'.
En 2022, se anunció la disolución del grupo debido a la finalización de los contratos de sus integrantes.

## Miembros
| Exmiembros       | Exmiembros       | Exmiembros           | Exmiembros           | Exmiembros                         | Exmiembros                              | Exmiembros                                       | Exmiembros |
| Nombre artístico | Nombre artístico | Nombre de nacimiento | Nombre de nacimiento | Fecha de nacimiento                | Lugar de nacimiento                     | Posición                                         | Educación |
| Romanización     | Hangul           | Romanización         | Hangul               | Fecha de nacimiento                | Lugar de nacimiento                     | Posición                                         | Educación |
| ---------------- | ---------------- | -------------------- | -------------------- | ---------------------------------- | --------------------------------------- | ------------------------------------------------ | --- |
| Seunghee         | 승희             | Cho Seung-hee        | 조승희               | 3 de junio de 1991 (33 años)       | Gwangju, Corea del Sur                  | Líder, Vocalista Líder                           | - Daesung Girls' High School - Kookmin University |
| Eunice           | 유니스           | Heo Soo-yeon         | 허수연               | 2 de septiembre de 1991 (33 años)  | Busan, Corea del Sur                    | Vocalista Principal, Bailarina                   | - Seoul Institute of the Arts |
| Jueun            | 주은             | Lee Ju Eun           | 이주은               | 7 de junio de 1995 (29 años)       | Corea del Sur                           | Vocalista Líder, Bailarina                       | - |
| Huihyeon         | 희현             | Ki Hui-hyeon         | 기희현               | 16 de junio de 1995 (29 años)      | Jeonju, Jeolla del Norte, Corea del Sur | Líder, Rapera Principal, Bailarina Principal     | - Namwon Elementary School - Namwon Middle School - Namwon Girls' High School - Inha Technical College                                                    |
| Jenny            | 제니             | Lee So-yul           | 이소율               | 14 de septiembre de 1996 (28 años) | Incheon, Corea del Sur                  | Sub-Vocalista, Bailarina                         | - School of Performing Arts Seoul |
| Yebin            | 예빈             | Baek Ye-bin          | 백예빈               | 13 de julio de 1997 (27 años)      | Chuncheon, Gangwon, Corea del Sur       | Vocalista Líder, Bailarina                       | - Seocho High School |
| Eunjin           | 은진             | Ahn Eun-jin          | 안은진               | 31 de agosto de 1997 (27 años)     | Mokpo, Jeolla del Sur, Corea del Sur    | Rapera Líder, Sub-Vocalista, Bailarina Principal | - Boseongnam Elementary School - Boseong Girls' Middle School - Mokpo Younghwa Middle School - Chonnam Arts High School - School of Performing Arts Seoul |
| Chaeyeon         | 채연             | Jung Chae-yeon       | 정채연               | 1 de diciembre de 1997 (27 años)   | Suncheon, Jeolla del Sur, Corea del Sur | Sub-Vocalista, Bailarina, Visual                 | - Pyongchon Middle School - School of Performing Arts Seoul                                                                                               |
| Eunchae          | 은채             | Kwon Chae-won        | 권채원               | 26 de mayo de 1999 (26 años)       | Corea del Sur                           | Vocalista, Bailarina Líder                       | - Hanlim Multi Art School |
| Somyi            | 솜이             | Ahn Som Yi           | 안솜이               | 26 de enero de 2000 (25 años)      | Corea del Sur                           | Maknae, Sub-Vocalista, Bailarina                 | - |

## Discografía

### Álbumes de estudio
- Do It Amazing (2015)
- YOLO (2017)

### EP
- Happy Ending (2016)
- Spell (2016)
- LOVE GENERATION (2017)
- Present (선물) (2017)
- Summer Ade (2018)
- NEWTRO (2019)
- Flower 4 Seasons (2020)

### Sencillo en CD
- My Friend's Boyfriend (2015)
- First Miracle DIAID (2016)
- You are my flower (2017)

## Videografía
| Año  | Título                                       | Álbum         | Notas                                                           |
| ---- | -------------------------------------------- | ------------- | --------------------------------------------------------------- |
| 2015 | «Somehow» (왠지)                             | Do It Amazing | MBK Entertainment [Official]                                    |
| 2015 | «Somehow» (왠지) (Drama ver.)                | Do It Amazing | MBK Entertainment[Official]                                     |
| 2015 | «I Wanna Listen to Music» (음악 들을래)      | Do It Amazing | MBK Entertainment[Official]                                     |
| 2015 | «Lean on Me» (feat. Microdot)                | Do It Amazing | MBK Entertainment[Official]                                     |
| 2015 | «My Friend's Boyfriend» (내 친구의 남자친구) | Do It Amazing | MBK Entertainment[Official] - Último video musical con Seunghee |
| 2016 | «On The Road» (그 길에서)                    | Happy Ending  | MBK Entertainment[Official] - Primer video musical con Eunchae  |
| 2016 | «Mr. Potter»                                 | Spell         | MBK Entertainment[Official]                                     |
| 2016 | «The Love» (더럽)                            | Spell         | MBK Entertainment[Official]                                     |

### Apariciones en videos musicales
| Año  | Título                                    | Artista                                       | Miembro(s)            | Notas                        |
| ---- | ----------------------------------------- | --------------------------------------------- | --------------------- | ---------------------------- |
| 2012 | «Message» (Japanese ver.)                 | MYNAME                                        | Eunice                | MYNAME [Official]            |
| 2013 | «We Are The Night»                        | MYNAME                                        | Eunice                | MYNAME [Official]            |
| 2013 | «Shirayuki»                               | MYNAME                                        | Eunice                | MYNAME [Official]            |
| 2014 | «Tell Me»                                 | The SeeYa                                     | Seunghee              | MBK Entertainment [Official] |
| 2014 | «Again» (헤어졌다 만났다)                 | Davichi                                       | Seunghee              | MBK Entertainment [Official] |
| 2014 | «Little Apple»                            | T-ara                                         | Seunghee              | MBK Entertainment [Official] |
| 2015 | «Don't Forget Me» (나를 잊지 말아요)      | TS                                            | Seunghee              | MBK Entertainment [Official] |
| 2015 | «I'm Good» (편해졌어)                     | Elsie                                         | Chaeyeon              | MBK Entertainment [Official] |
| 2015 | «Pick Me»                                 | Produce 101                                   | Huihyeon and Chaeyeon | CJENMMUSIC [Official]        |
| 2016 | «Crush»                                   | I.O.I                                         | Chaeyeon              | CJENMMUSIC [Official]        |
| 2016 | «Dream Girls»                             | I.O.I                                         | Chaeyeon              | 1theK                        |
| 2016 | «Ulsanbawi» (울산바위)                    | M&D                                           | Chaeyeon              | SMTOWN [Official]            |
| 2016 | «Very Very Very» (너무너무너무)           | I.O.I                                         | Chaeyeon              | 1theK                        |
| 2016 | «Flower, Wind & You» (꽃, 바람 그리고 너) | Huihyeon con Somi, Yoojung y Chungha de I.O.I | Chaeyeon              | MBK Entertainment [Official] |

## Filmografía

### Drama
| Año  | Título           | Canal de televisión | Miembro(s)                  | Notas                                                                              |
| ---- | ---------------- | ------------------- | --------------------------- | ---------------------------------------------------------------------------------- |
| 2015 | Sweet Temptation | NaverTV Cast        | Seunghee, Jenny, y Chaeyeon | Web drama de T-ara; Jenny como el papel principal, Seunghee y Chaeyeon como cameos |
| 2016 | Drinking Solo    | tvN                 | Chaeyeon                    | Papel principal; Huihyeon, Jenny y Eunjin aparecen como un cameo en el episodio 15 |

### Reality show
| Año  | Título      | Canal de televisión | Miembro(s) | Notas                                                                                |
| ---- | ----------- | ------------------- | ---------- | ------------------------------------------------------------------------------------ |
| 2015 | DIA Daily   | Afreeca TV          | Todas      | Temporada 1 (Episodios 1-15 y 2 episodios especiales) y temporada 2 (Episodios 1-46) |
| 2016 | Daily DIA 2 | Afreeca TV          |            |                                                                                      |
| 2017 | YOLO        | OnStyle             |            |                                                                                      |

### Programas de televisión
| Año  | Título                    | Canal de televisión | Miembro(s)                      | Notas                      |
| ---- | ------------------------- | ------------------- | ------------------------------- | -------------------------- |
| 2015 | Show Me The Money 4       | Mnet                | Todas                           | Audiencia                  |
| 2015 | 100 People, 100 Song      | JTBC                | Todas                           |                            |
| 2015 | After School Club         | Arirang TV          | Todas                           | [ 32 ]                     |
| 2015 | Hidden Singer             | JTBC                | Seunghee, Yebin y Chaeyeon      |                            |
| 2015 | Two Yoo Project Sugar Man | JTBC                | Eunjin, Chaeyeon y Yebin        | [ 33 ]                     |
| 2015 | Escape Crisis No.1        | KBS2                | Todas                           |                            |
| 2016 | Produce 101               | Mnet                | Huihyeon y Chaeyeon             | Participantes              |
| 2016 | After School Club         | Arirang TV          | Eunjin                          |                            |
| 2016 | Vitamin                   | KBS2                | Seunghee, Jenny, Yebin y Eunjin |                            |
| 2016 | Star King                 | SBS                 | Huihyeon                        |                            |
| 2016 | Weekly Idol               | MBC Every1          | Todas                           | Episodio 255               |
| 2016 | Weekly Idol               | MBC Every1          | Todas                           | Episodio 273, con Dalshabe |
| 2016 | Gag Concert               | KBS2                | Huihyeon y Chaeyeon             |                            |
| 2016 | Knowing Bros              | JTBC                | Todas                           | Episodio 44                |
| 2016 | Hit the Stage             | Mnet                | Chaeyeon y Eunjin               | Episodio 9                 |
| 2016 | Tribe of Hip Hop          | JTBC                | Eunjin                          | Participante               |
| 2016 | Inmortal Song 2           | KBS                 | Todas                           | Episodio 274 (2016.10.22)  |

## Concierto
- DIA First Concert "First Miracle" (2016)

## Premios y nominaciones

### Gaon Chart K-Pop Awards
| Año  | Categoría              | Receptor | Resultado |
| ---- | ---------------------- | -------- | --------- |
| 2015 | New Artist of the Year | DIA      | Nominado  |

### Seoul Music Awards
| Año  | Categoría            | Receptor  | Resultado |
| ---- | -------------------- | --------- | --------- |
| 2015 | Bonsang Award        | «Somehow» | Nominado  |
| 2015 | New Artist Award     | DIA       | Nominado  |
| 2015 | Popularity Award     | DIA       | Nominado  |
| 2015 | Hallyu Special Award | DIA       | Nominado  |

### AfreecaTV BJ Awards
| Año  | Categoría           | Receptor | Resultado |
| ---- | ------------------- | -------- | --------- |
| 2015 | Special Idol Awards | DIA      | Ganador   |

### Asia Artist Awards
| Año  | Categoría                    | Receptor | Resultado |
| ---- | ---------------------------- | -------- | --------- |
| 2016 | Most Popular Artist (Singer) | DIA      | Nominado  |

### Korean Culture & Entertainment Awards
| Año  | Categoría         | Receptor | Resultado |
| ---- | ----------------- | -------- | --------- |
| 2016 | Kpop Singer Award | DIA      | Ganador   |